# Band of Gypsys 2
《Band of Gypsys 2》는 1986년 10월, 캐피틀 레코드에서 발매된 미국의 록 음악가 지미 헨드릭스의 사후 라이브 음반이다. 앨런 더글러스가 프로듀싱한 이 음반은 애틀랜타 국제 팝 페스티벌 (1970년)과 버클리 커뮤니티 극장 (1970년)의 라이브 녹음이 포함된 1986년 라이브 음반 《Johnny B. Goode》의 후속작이다.
LP는 절판되어 CD로 발매되지 않았지만, 모든 트랙은 최근 음반인 《Songs for Groovy Children: The Fillmore East Concerts》 (2019년), 《Freedom: Atlanta Pop Festival》 (2015), 그리고 《Live at Berkeley》 (2003년)에 수록되어 있다.

## 반응
《빌리지 보이스》의 현대 리뷰에서 음악 평론가 로버트 크리스트가우는 《Band of Gypsys 2》에 "A-"를 주며, 음반의 두 번째 측면에 있던 "형제 브로마이드"가 부족하기 때문에 원래 《Band of Gypsys》 (1970년) 음반보다 더 선호한다고 말했다. 그는 이 음반의 두 번째 측면에 있는 클래식 헨드릭스 곡들이 "15년 전보다 지금 훨씬 더 신선하게 들리며, 단순히 프레스 기술이 그렇게 도약했기 때문만은 아니다"라고 덧붙였다. 폴 에번스는 《롤링 스톤 앨범 가이드》 (1992년)에서 이 음반에 별 다섯 개 중 세 개 반을 주었다.

## 곡 목록
모든 곡들은 특별한 언급이 없는 한 지미 헨드릭스에 의해 작사/작곡하였다.
| #  | 제목                       | 작사·작곡                | 재생 시간 |
| -- | -------------------------- | ------------------------ | --------- |
| 1. | 〈Hear My Train A Comin'〉 |                          | 9:05      |
| 2. | 〈Foxy Lady〉              |                          | 6:36      |
| 3. | 〈Stop〉                   | 제리 라고보이, 모트 슈먼 | 4:48      |

| #  | 제목                             | 재생 시간 |
| -- | -------------------------------- | --------- |
| 1. | 〈Voodoo Child (Slight Return)〉 | 7:12      |
| 2. | 〈Stone Free〉                   | 4:17      |
| 3. | 〈Ezy Ryder〉                    | 8:02      |